# 黃胸大䳭鶯
，是雀形目大𱉼莺科的唯一一种鸟类。
黄胸大𱉼莺体重约24.89克，翼长约76.5毫米，嘴峰长约16.3毫米，喙宽度约4.8毫米，喙厚度约6.3毫米，跗蹠长约26.1毫米，尾长约71.8毫米。黄胸大𱉼莺在其分布区内为留鸟，其栖息在半开放的高大树木组成的森林中，食性为肉食性，主要食物来源是陆生无脊椎动物。

## 亚种
- ：在美国中北部和东部至佛罗里达一带繁殖；越冬于巴拿马。
- ：在不列颠哥伦比亚省南部至巴哈和墨西哥北部繁殖；越冬于危地马拉。[4]